# Chuchulaya
Chuchulaya ist eine Ortschaft im Departamento La Paz im südamerikanischen Andenstaat Bolivien.

## Lage im Nahraum
Chuchulaya liegt in der Provinz Larecaja und ist zentraler Ort im Cantón Chuchulaya im Municipio Sorata. Die Ortschaft liegt auf einer Höhe von 2772 m auf einer Bergkuppe oberhalb des Río San Cristobál im Osten und seinem linken Zufluss Río Tacapi Jahuira im Westen, die weiter zum Río Mapiri fließen.

## Geographie
Chuchulaya liegt östlich des bolivianischen Altiplano in der Cordillera Muñecas, die zur Hochgebirgskette der Cordillera Central gehört. Die Region weist ein ausgeprägtes Tageszeitenklima auf, bei dem die mittlere Temperaturschwankung im Tagesverlauf deutlicher ausfällt als im Ablauf der Jahreszeiten.
Die mittlere Jahrestemperatur der Region liegt bei 18 °C (siehe Klimadiagramm Sorata), die Monatswerte schwanken nur unwesentlich zwischen 15 °C im Juli und 20 °C im Dezember. Der Jahresniederschlag beträgt 650 mm, die Monatsniederschläge liegen zwischen unter 10 mm in den Monaten Juni und Juli und 100 bis 125 mm von Dezember bis Februar.

## Verkehr
Chuchulaya liegt in einer Entfernung von 153 Straßenkilometern nordwestlich von La Paz, der Hauptstadt des gleichnamigen Departamentos.
Von La Paz führt die asphaltierte Nationalstraße Ruta 2 in nordwestlicher Richtung 70 Kilometer bis Huarina, von dort zweigt die Ruta 16 in nördlicher Richtung ab, die nach 23 Kilometern Achacachi erreicht und dann weiter am Ostufer des Titicacasees Richtung Ancoraimes führt. Nach 17 Kilometern biegt eine unbefestigte Landstraße nach Nordosten in die Täler der Cordillera Muñecas ab, passiert Sorejaya und erreicht nach 22 Kilometern Combaya. Von dort führt die Straße weiter nach Nordosten, überquert nach zwei Kilometern den Río Sankhant Jahuira und erreicht dann nach weiteren 19 Kilometern Chuchulaya.

## Bevölkerung
Die Einwohnerzahl des Ortes ist in dem Jahrzehnt zwischen den beiden letzten Volkszählungen um etwa ein Viertel zurückgegangen:
| Jahr | Einwohner   | Quelle       |
| ---- | ----------- | ------------ |
| 1992 | keine Daten | Volkszählung |
| 2001 | 327         | Volkszählung |
| 2012 | 242         | Volkszählung |
| 2024 |             | Volkszählung |

Die Region weist einen hohen Anteil an Aymara-Bevölkerung auf, im Municipio Sorata sprechen 92,2 Prozent der Bevölkerung Aymara.